# Bassus taichungensis
Bassus taichungensis är en stekelart som först beskrevs av Chou och Michael J. Sharkey 1989.  Bassus taichungensis ingår i släktet Bassus och familjen bracksteklar. Inga underarter finns listade.